# Campiglossa turneri
Campiglossa turneri este o specie de muște din genul Campiglossa, familia Tephritidae, descrisă de Hardy și Drew în anul 1996. Conform Catalogue of Life specia Campiglossa turneri nu are subspecii cunoscute.